# Couderc Noir
Couderc Noir ist rote Rebsorte. Es handelt sich um eine natürlich entstandene interspezifische Neuzüchtung zwischen der durch Hermann Jaeger gezüchteten amerikanischen Hybridrebe  Jaeger 70 (Vitis rupestris × Vitis lincecumii) × einer unbekannten Vitis Vinifera Spezies. Die Kreuzung dieser Hybridrebe wurde durch Eugène Contassot in einem Rebfeld entdeckt. Er brachte die von ihm gesammelten Beerenkerne zum bekannten Rebzüchter Georges Couderc, der die Kerne setzte und die Rebsorte züchterisch weiterbearbeitete.
Die spät reifende Sorte ist sehr resistent gegen den Echten und Falschen Mehltau sowie gegen die Rohfäule. Couderc Noir erbringt alkoholreiche, tiefdunkle Weine mit Aromen von Johannisbeere und Teer. Die ertragsstarke Sorte war zu Beginn des 20. Jahrhunderts in Süd-Frankreich stark verbreitet und lag im Rebsortenspiegel Frankreichs noch in den 1970er-Jahren vor dem Cabernet Sauvignon. Die minderwertige Rebsorte wird wegen ihres eigenen (eher unangenehmen) Geschmacks zunehmend gerodet. Neue Rebflächen werden nicht mehr angelegt. Gemäß einem Dekret vom 18. April 2008 gehört die Rebsorte zu den offiziell zugelassenen Rebsorten für den gewerblichen Anbau, da im Erbgut der Pflanze Anteile der Edelrebe Vitis vinifera enthalten sind. Im Jahr 2007 wurde in Frankreich eine bestockte Rebfläche von 236 Hektar erhoben (Quelle ONIVINS)
Siehe auch den Artikel Weinbau in Frankreich sowie die Liste von Rebsorten.
Synonyme:  Couderc 71-20 oder Couderc 7120, Contassot 20 und Plant Verni
Abstammung: (Vitis rupestris × Vitis lincecumii) (auch unter dem Namen Jaeger 70 bekannt) × Vitis vinifera